# Museo Nacional del Automóvil

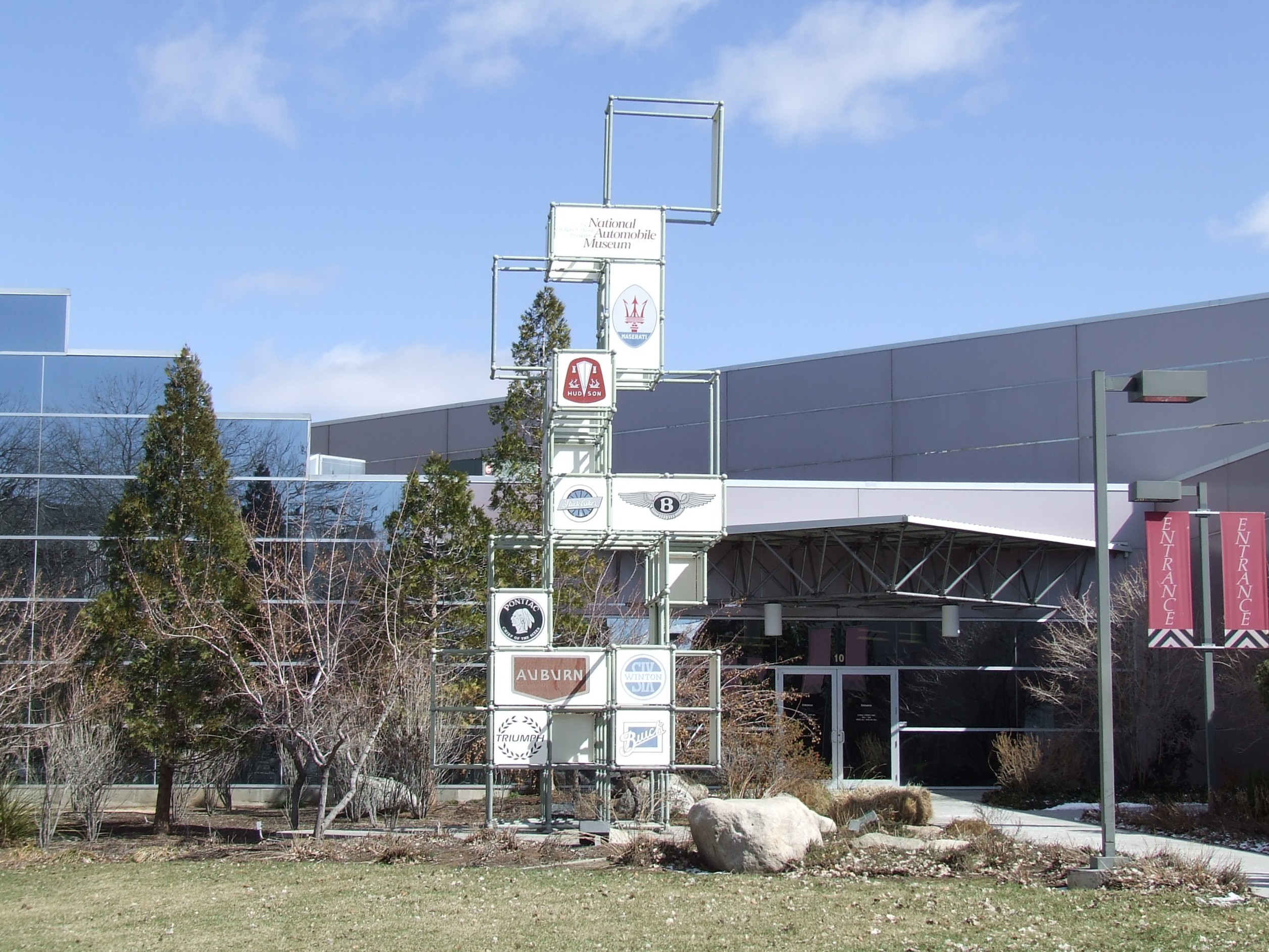
Vista del museo

El Museo Nacional del Automóvil (en inglés National Automobile Museum), es un museo de automóviles situado al sur del río Truckee en Reno (Nevada, Estados Unidos). Es una muestra histórica de los automóviles de finales del siglo XIX hasta la década de 1960, y en algunos casos más tarde. La mayoría de los vehículos exhibidos son de la colección del fallecido William F. Harrah, por lo que el museo es a veces conocido como The Harrah Collection (La colección Harrah). 
La colección del museo incluye un Cadillac V-16, un Duesenberg, un DMC DeLorean de American Express chapado en oro de 24 quilates, y numerosos automóviles Franklin refrigerados por aire, además de otros principales o notables automóviles como el coche Dymaxion. La colección alberga un Chevrolet Corvette de 1953 entregado al actor John Wayne el 7 de octubre de 1953. También alberga el "Jerrari", que se trata de un Jeep SUV equipado con un motor V12 de Ferrari y utilizado antiguamente por William F. Harrah.
Las personas interesadas pueden "adoptar" un coche, y asumir la responsabilidad de la limpieza regular y el aspecto de preservación. 
El museo alberga también el Off-road Motorsports Hall of Fame, donde se exponen vehículos de competición, como motos, quads, etc.